# Kaštice
Kaštice (německy Kaschitz) jsou malá vesnice, část města Podbořany v okrese Louny. Nachází se asi 4,5 kilometru severně od Podbořan. Prochází tudy železniční trať Kadaň – Vilémov u Kadaně – Kaštice/Kadaňský Rohozec – Doupov. Kaštice jsou také název katastrálního území o rozloze 3,81 km².

## Název
Název vesnice je odvozen od staročeského jména Kaška ve významu ves lidí Kaškových. V historických pramenech se jméno objevuje ve tvarech: „in villa Kassczyczich“ (1384), Kassticz (1475), „w kassticzych“ (1549), Kaschitz a Gaschitz nebo Kassticz (1787) a Kaschitz či Kasstice (1846).

## Historie
První písemná zmínka o Kašticích pochází z roku 1384, kdy vesnice patřila vladykovi Ješkovi z Očedělic. V té době je v Kašticích doložena i existence tvrze. V letech 1410–1416 Kaštice vlastnil Jindřich Skopec z Dubé, který část vsi roku 1416 daroval řádu křižovníků s červenou hvězdou, jehož byl velmistrem. Podle Rudolfa Anděla však v 15. století vesnice s tvrzí patřila ke karlštejnskému panství. V polovině 16. století byla dána lénem Jindřichovi Údrčskému z Údrče a teprve příslušníci jeho rodu její část roku 1606 prodali křižovníkům s červenou hvězdou. Řád ji poté spravoval z Pšova až do zrušení patrimoniální správy. Druhá část vesnice s tvrzí měla nadále patřit šlechtickým držitelům, kterými od 17. století byli Schmidtgräbnerové z Lusteneku. Prvním z jejich rodu v Kašticích byl roku 1686 Vilém Jindřich Schmidtgräbner a po něm následoval jeho syn Kašpar Jaroslav Schmidtgräbner.
V letech 1412–1740 šlechtický díl Kaštic patřil Václavu Arnoštovi z Hrádku a po něm Juditě Geidlerové z Wolfsfeldu, která se údajně k poddaným chovala velmi krutě. Roku 1780 její díl koupil Jan Antonín z Pergenu a v roce 1804 se majiteli stali Petr Ballabene a Terezie Keherová. Statek vlastnili jen do roku 1807, kdy jej prodali Vítu Zeinerovi, zakladateli kaštického zámku.
V roce byl 1870 byla ve vsi založena německá škola. Česká škola byla v Kašticích otevřena v roce 1924.

## Obyvatelstvo
Při sčítání lidu v roce 1921 zde žilo 318 obyvatel (z toho 154 mužů), z nichž bylo 35 Čechoslováků a 283 Němců. Až na jednoho evangelíka se hlásili k římskokatolické církvi. Podle sčítání lidu z roku 1930 měla vesnice 320 obyvatel: 75 Čechoslováků a 245 Němců. Kromě devíti lidí bez vyznání byli římskými katolíky.
|                                                                                 | 1869 | 1880 | 1890 | 1900 | 1910 | 1921 | 1930 | 1950 | 1961 | 1970 | 1980 | 1991 | 2001 | 2011 | 2021 |
| ------------------------------------------------------------------------------- | ---- | ---- | ---- | ---- | ---- | ---- | ---- | ---- | ---- | ---- | ---- | ---- | ---- | ---- | ---- |
| Obyvatelé                                                                       | 186  | 250  | 285  | 340  | 293  | 318  | 320  | 224  | 219  | 182  | 117  | 102  | 85   | 52   | 61   |
| Domy                                                                            | 28   | 35   | 40   | 46   | 44   | 45   | 53   | 52   | 65   | 39   | 39   | 38   | 39   | 39   | 35   |
| Počet domů z roku 1961 zahrnuje také domy místních částí Dolánky a Neprobylice. |      |      |      |      |      |      |      |      |      |      |      |      |      |      |      |

## Obecní správa
Po zrušení patrimoniální správy se vesnice stala obcí v podbořanském okrese a od roku 1960 v okrese Louny. Od 1. ledna 1981 jsou vesnice částí města Podbořany.

## Pamětihodnosti

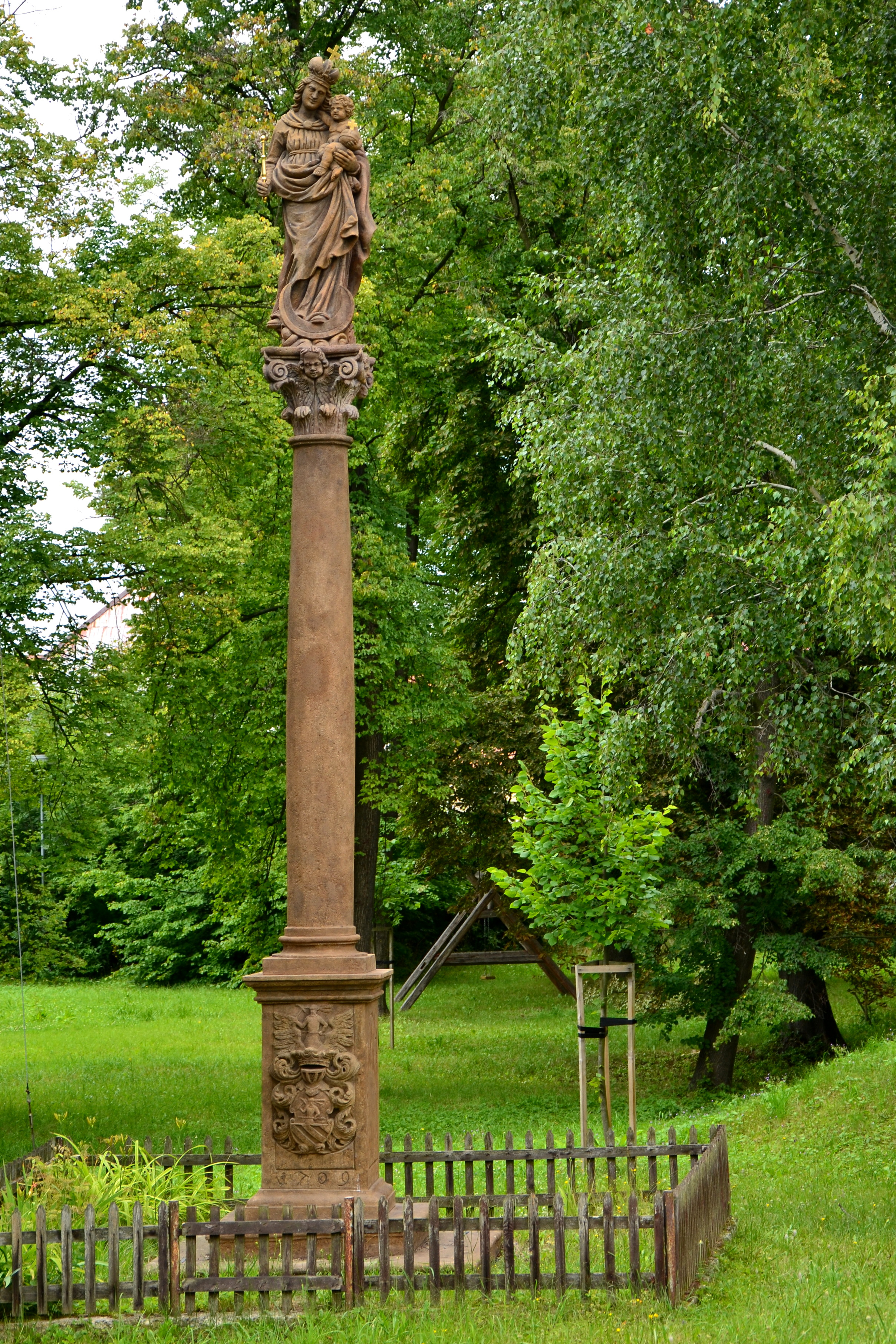
Mariánský sloup

- Kaštický zámek stojí na severním okraji návsi. V roce 1837 ho nechal postavit v klasicistním slohu majitel panství Vít Zeiner.[5]
- U silnice z Vysokých Třebušic stojí kamenná osmiboká kašna se sochou Ecce homo a erby Schmidtgräbnerů z Lustenecku a Litických ze Šonova. Datována bývá rokem 1608 (podle nápisové desky), ale na základě rozboru majitelů vsi pochází pravděpodobně z let 1696–1700 a jejím stavebníkem byl Kašpar Jaroslav Schmidtgräbner z Lustenecku. Letopočet 1608 snad může být chybou kameníka.[13]
- Na návsi je umístěn sloup se sochou Panny Marie z roku 1709. Podstavec je zdoben erbem Schmidtgräbnerů z Lustenecku a dřík zakončuje korintská hlavice.[14]
- Tvrz

## Galerie

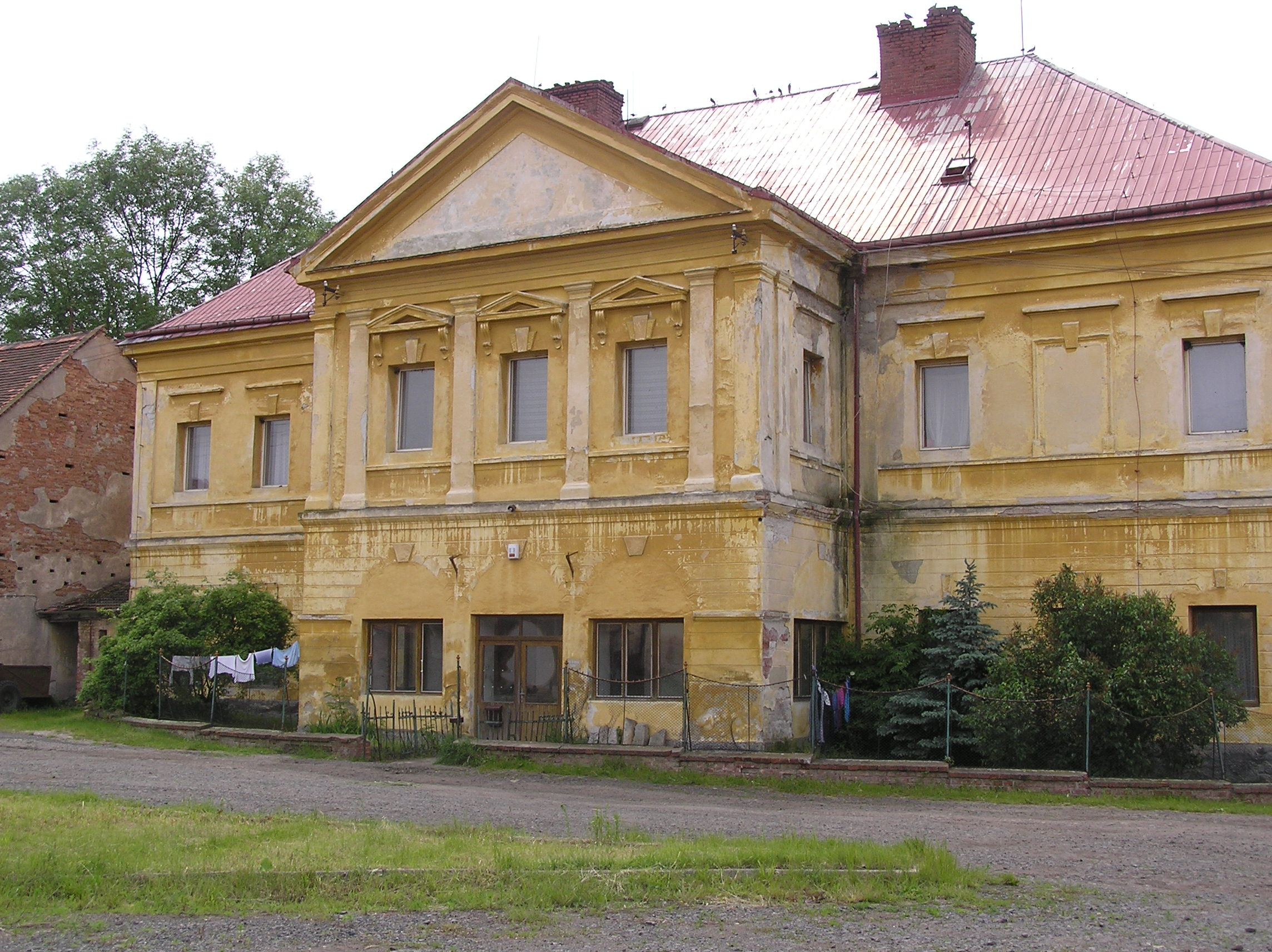
Zámek
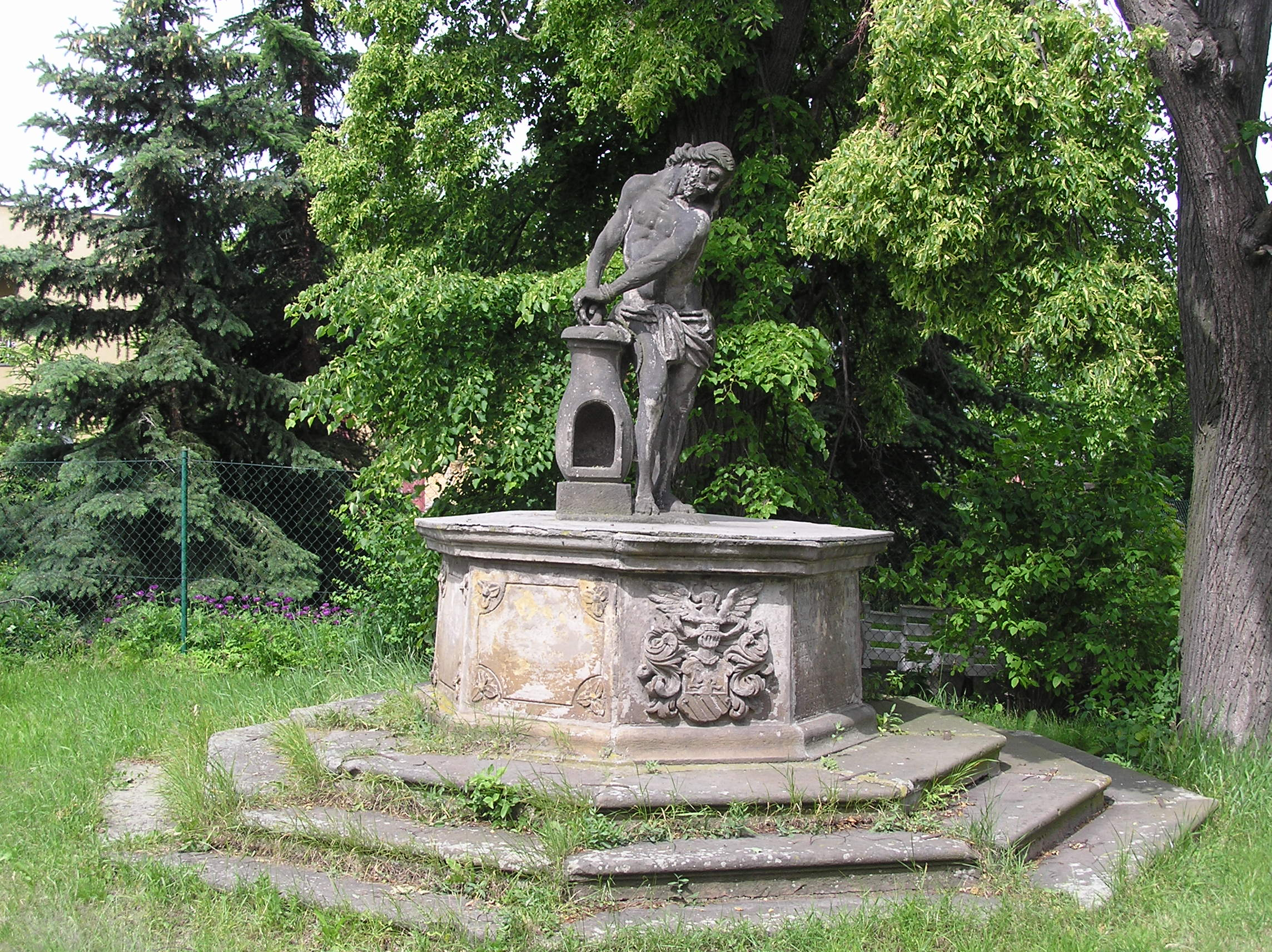
Kašna z roku 1608
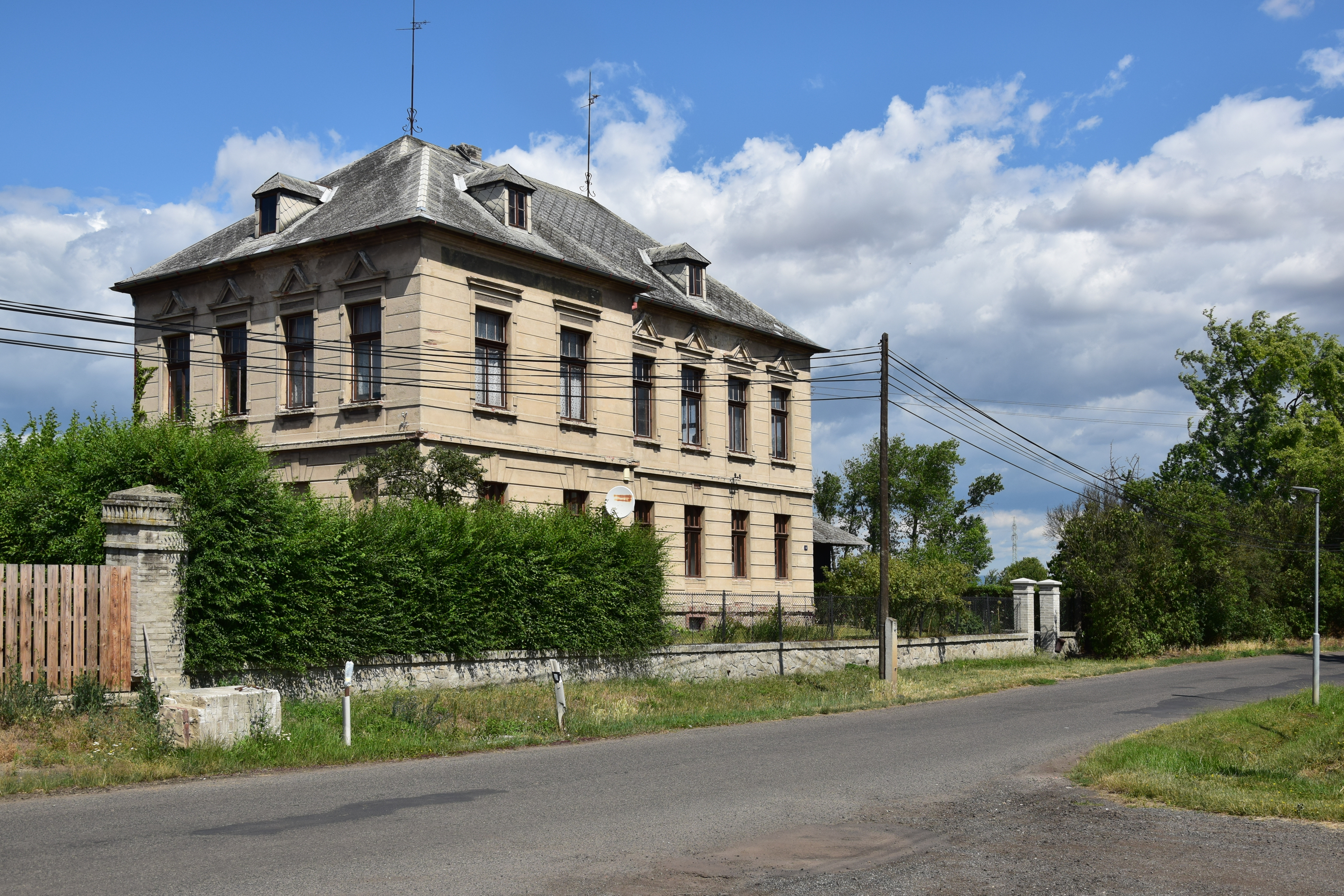
Budova staré školy
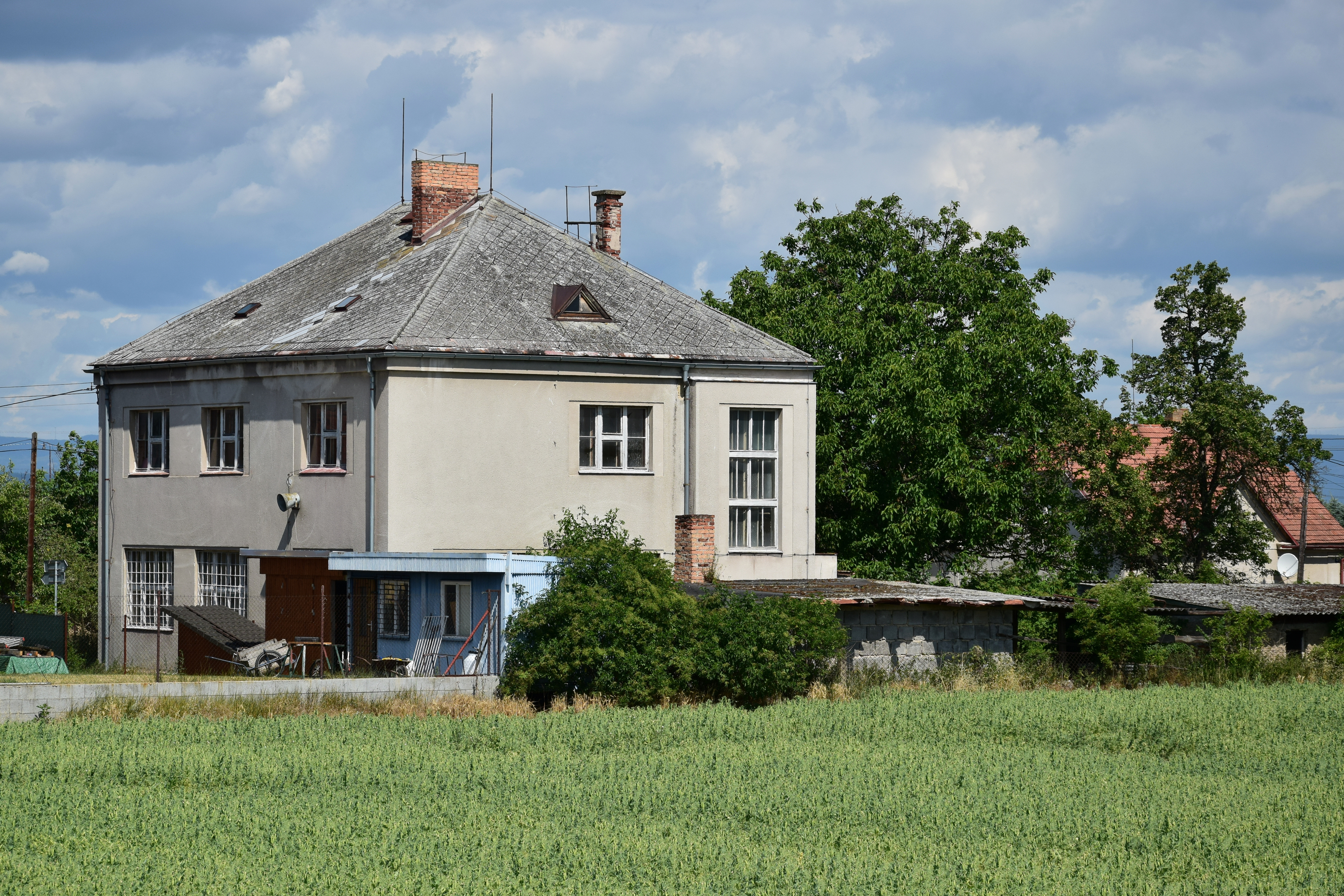
Budova národní školy
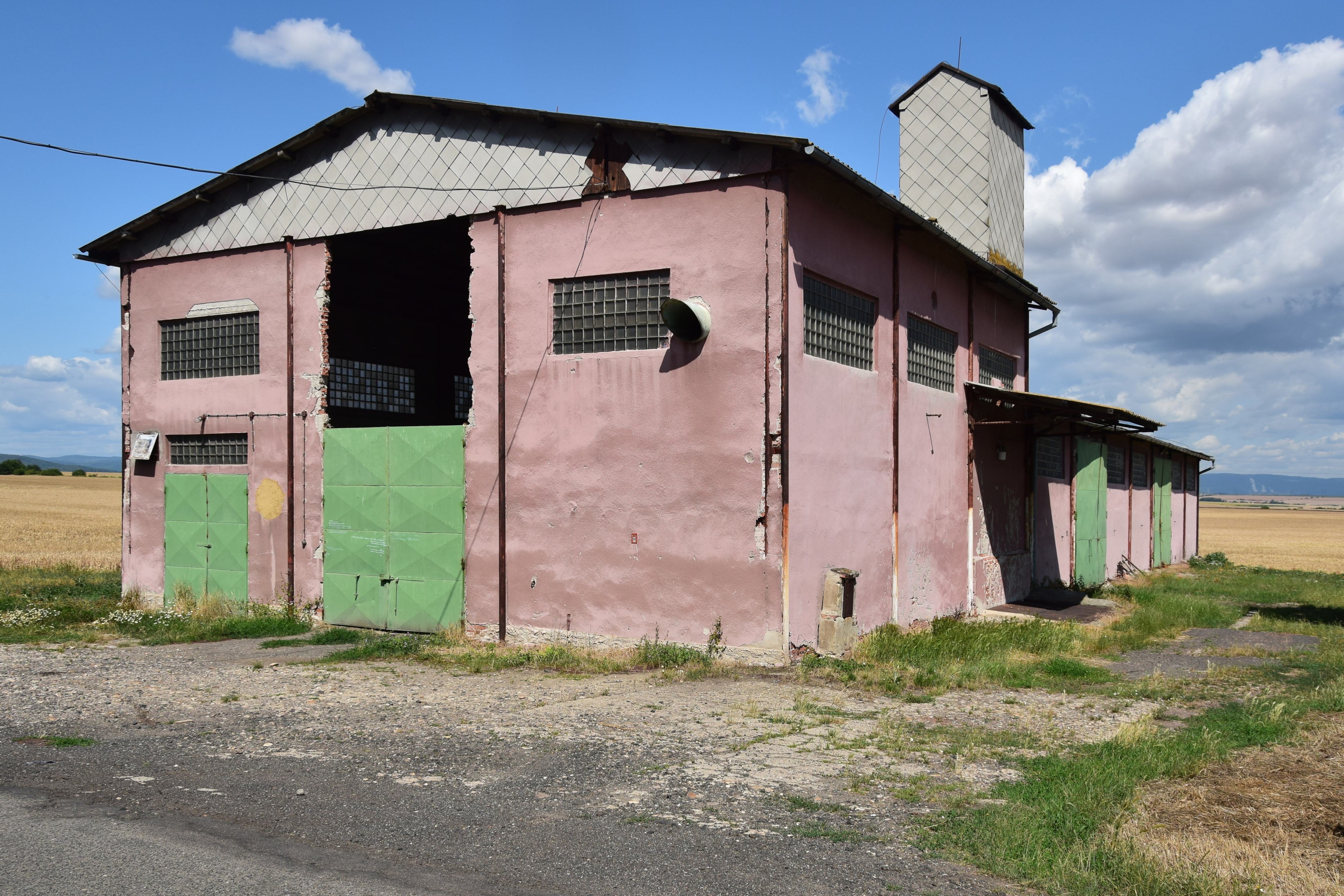
Hospodářská budova